# Titan Quest
Titan Quest – gra komputerowa na komputery Microsoft Windows z gatunku hack and slash. Stworzona została przez firmę Iron Lore Entertainment i wydana 26 czerwca 2006 przez THQ. Do gry powstał również dodatek zatytułowany Titan Quest: Immortal Throne. W Polsce grę dystrybuuje firma CD Projekt. Titan Quest oferuje możliwość gry w trybie jednoosobowym i wieloosobowym. Gra zajęła trzecie miejsce na liście 25 najlepszych gier hack and slash według serwisu Gry-Online.
W 2023 roku zapowiedziano kontynuację Titan Quest 2.

## Fabuła
Wiele lat po wygranej przez bogów wojnie z Tytanami świat znowu zaczynają zalewać fale potworów. Żaden człowiek nie ma na tyle siły, aby sobie z nimi poradzić. Najznamienitsi wojownicy, wysłani do walki z nimi, giną. Bogowie nie odpowiadali teraz na modły i prośby ludzi, milcząc. Wszystko to mogło oznaczać tylko jedno – na ziemię powrócili straszni Tytani.
Opowieść zaczyna się w skromnej wiosce na zachodnim wybrzeżu Grecji, ale poprowadzi gracza też przez Egipt, Babilon i Chiny. Bohater wykonuje zadania główne, popychające do przodu wątek fabularny, ale może też pomagać bohaterom niezależnym, wykonując zadania poboczne, za które zyska lepszy ekwipunek i punkty doświadczenia. W dodatku do gry gracz zwiedza także wyspę Rodos, Epir i Hades. 

## Rozwój
W listopadzie 2017 roku ukazał się dodatek do gry, zatytułowany Titan Quest: Ragnarok. W ramach rozbudowanego dodatku, gracz przemierza krainę Celtów, Nordów i asgardzkich bogów. Trzecim rozszerzeniem do gry został wydany w maju 2019 roku tytuł Titan Quest: Atlantis, w której bohater podczas kompletnie nowej kampanii wyrusza na poszukiwania mitycznej Atlantydy. 3 grudnia 2021 roku niespodziewanie ukazał się czwarty dodatek do gry zatytułowany Eternal Embers. W najnowszym dodatku bohater przeniesiony jest na Daleki Wschód, gdzie podejmie walkę z istotami z azjatyckiej mitologii. 